# Pax Persica

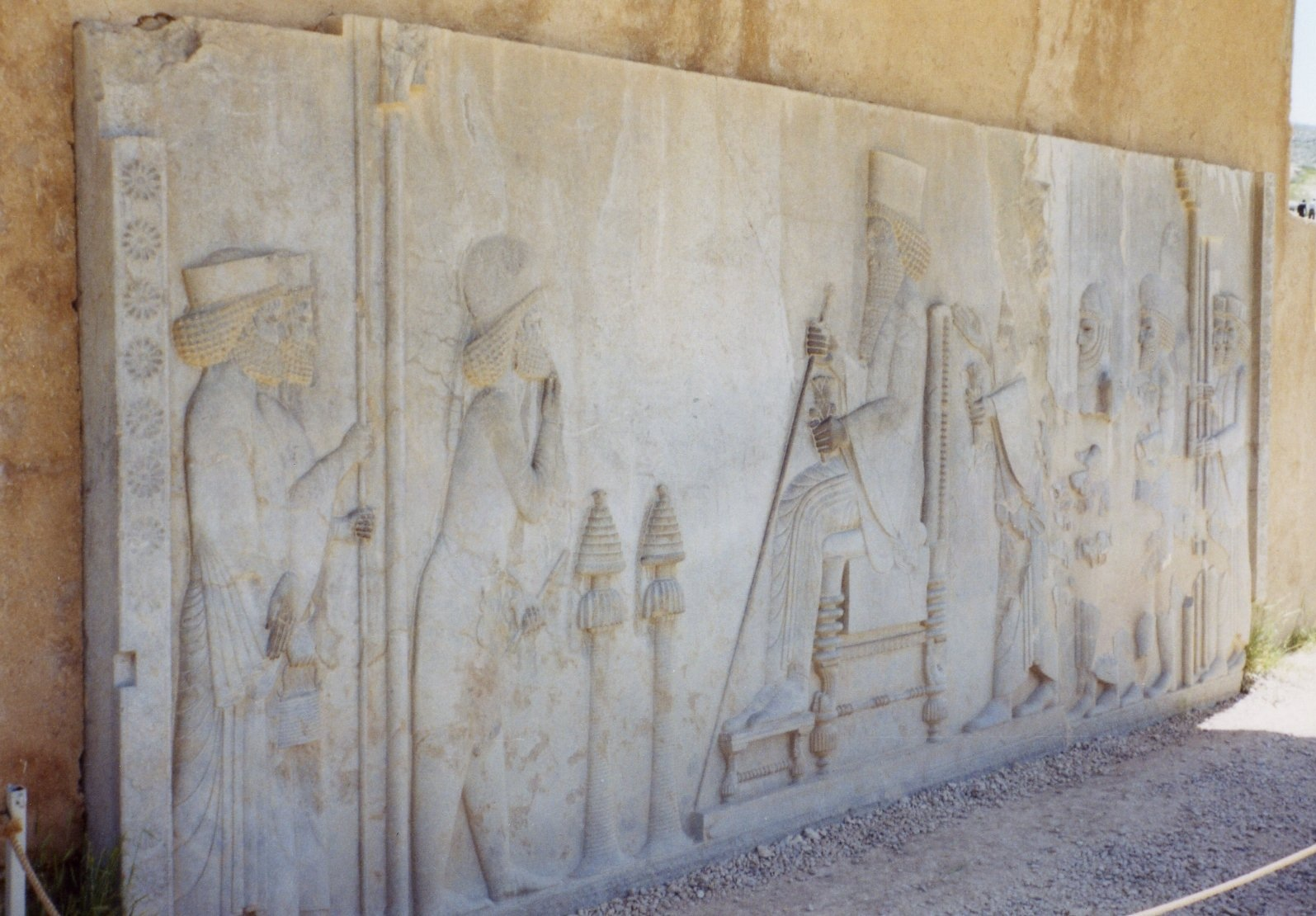
Kungen på sin tron i audiens var den bild av Pax persica som härskarna ville sprida. Relief i Persepolis föreställande Dareios I.

Pax Persica, latin för "den persiska freden", är ett uttryck för den period av inre fred som med vissa undantag rådde i det akemenidiska riket från Kyros den store till Dareios III, det vill säga under två hundra år. Detta tillstånd av fred gällde främst inom riket och utåt utkämpade perserna till exempel under sammanlagt 3 år två gränskrig med grekerna (Marathon 490 och invasionen 479-480) , de så kallade perserkrigen.